# Dani Filth

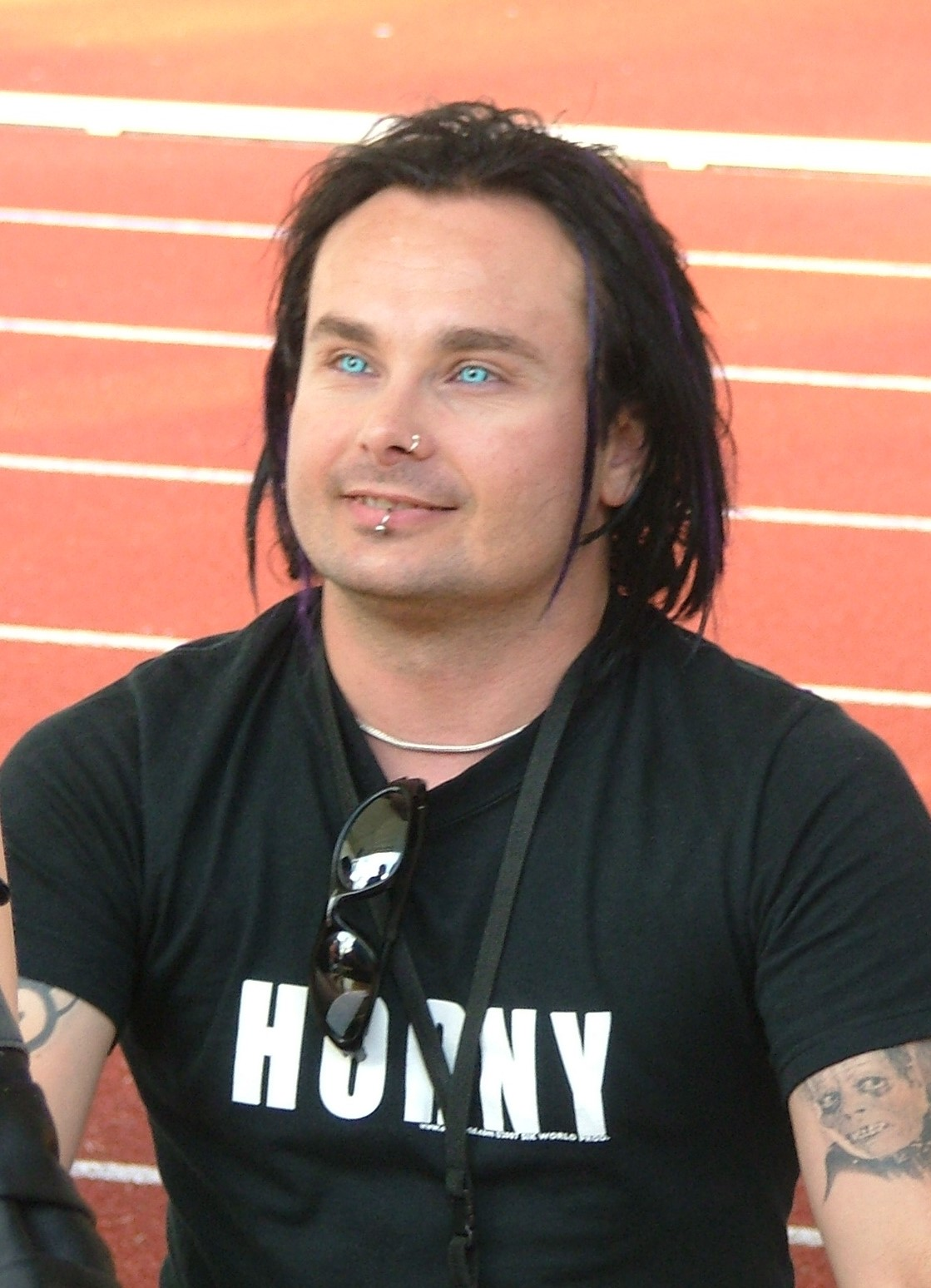
Dani Filth auf dem Kuopio Rockcock (2008)

Dani Filth (* 25. Juli 1973 in Suffolk, England), bürgerlich Daniel Lloyd Davey, ist ein britischer Sänger. Er ist hauptsächlich als Frontmann und Songwriter der Extreme-Metal-Band Cradle of Filth bekannt.

## Werdegang
Dani Filth wurde als ältester Sohn von Janet Moore und Lawrence John Davey geboren. Er hat drei jüngere Geschwister. Seine Kindheit verbrachte er in Suffolk in England. Bereits in der Schulzeit sang er in diversen Bands, die es allerdings nur auf einige Demoaufnahmen brachten. Mit 18 versuchte er sich als Musikjournalist, bis er 1991 Cradle of Filth gründete. 1994 erschien deren Debütalbum The Principle of Evil Made Flesh. Die sehr erfolgreiche Extreme-Metal-Band veröffentlichte bis dato vierzehn Studioalben, sowie diverse EPs, Live-Alben und Videos/DVDs.
Dani Filths Gesang zeichnet sich vor allem durch den Wechsel von Growling und Screaming aus. Seine Texte sind oft im literarischen Stil gehalten, teilweise werden frühneuenglische Wörter benutzt, um die Lieder düsterer zu gestalten.
Dani Filth hat eine 1999 geborene Tochter und heiratete am 31. Oktober 2005 in Ipswich seine Freundin Toni.
Neben Cradle of Filth agierte Dani Filth im Projekt Roadrunner United 2005 als Sänger. Er spielte außerdem eine Nebenrolle im Splatterfilm Cradle of Fear und lieh der Hauptfigur im Zeichentrickfilm Dominator seine Stimme. Er hatte einige Gastauftritte im britischen und amerikanischen Fernsehen. So spielte er in der Quizshow Never Mind the Buzzcocks mit.

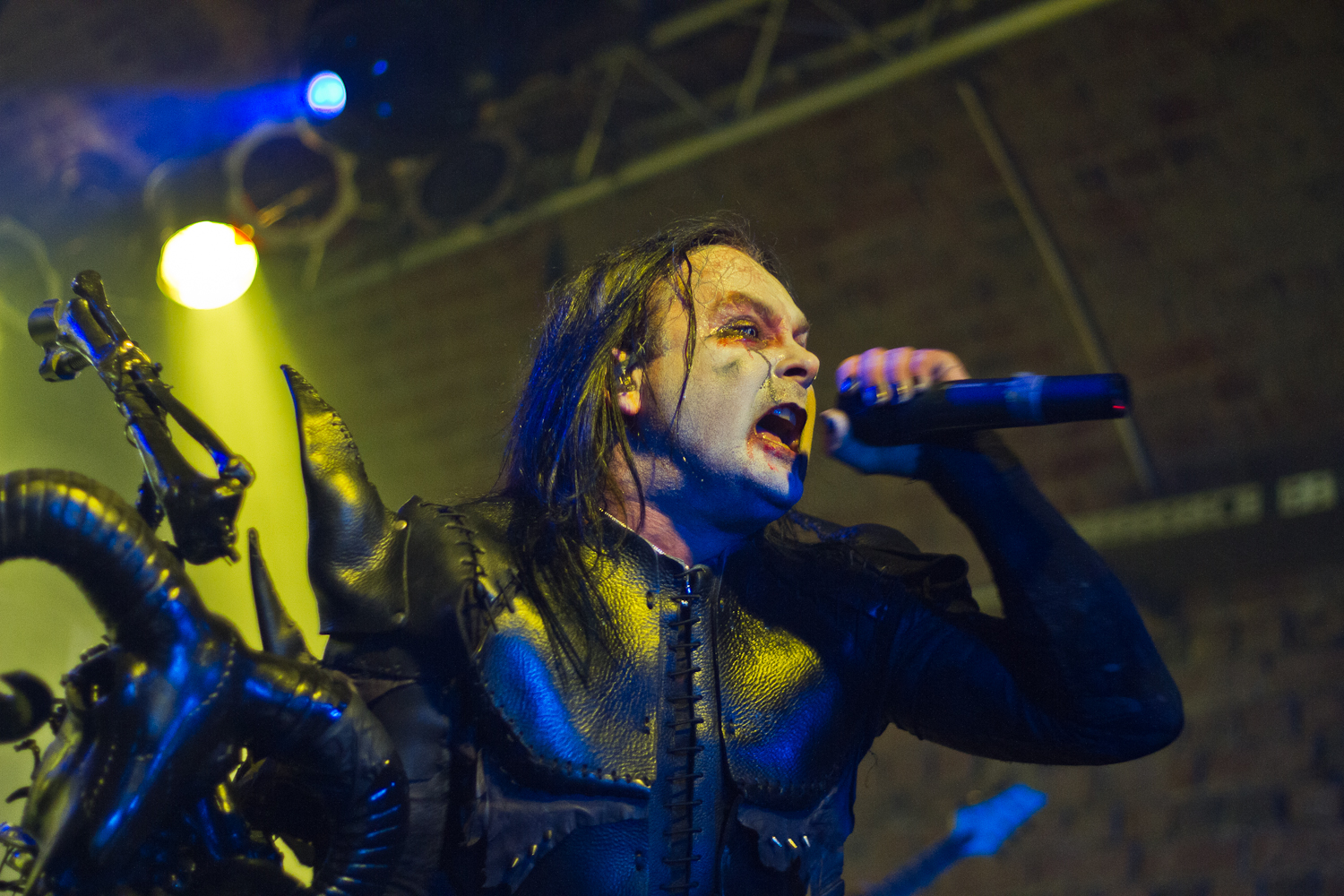
Mit Cradle of Filth 2014 in der Matrix Bochum

2008 kündigte Dani Filth ein Buch namens The Gospel of Filth: A Black Metal Bible an, in dem Dani Filth als Co-Autor neben Gavin Baddeley die Geschichte von Cradle of Filth Revue passieren lassen will. Das Buch erschien im März 2010. Das Buch erschien in Deutschland 2011 unter dem Titel Das Kompendium der dunklen Künste.
Im Mai 2011 gründete er zusammen mit Gitarrist Rob Caggiano, Bassist King und Schlagzeuger John Tempesta die Death-Metal-Band Temple of the Black Moon. Im August 2014 stieg er bei der 2011 von Gitarrist Daniel J. Finch gegründeten Symphonic-Black-Metal-Band Devilment ein. Neben ihm sind die Gitarristen Colin Parks, Nick Johnson, der Drummer Aaron Boast und die Keyboarderin Lauren Francis teil von Devilment. 2015 sang er mit Simone Simons das Duett The Creator and the Destroyer für das Computerspiel Karmaflow The Rock Opera. 2016 stand er für den Regisseur Matthan Harris im Indie-Horror-Thriller-Film Baphomet, der im kalifornischen Marina del Rey gedreht wurde, neben Giovanni Lombardo Radice vor der Kamera. Im Herbst 2019 brachte er zusammen mit Bring-Me-the-Horizon-Frontmann Oli Sykes auf dem Indie-Modelabel Drop Dead eine Cradle-of-Filth-Streetwear- und Pop-Up-Collection heraus.
Am 7. Dezember 2021 veröffentlichte die schottische Death-Metal-Band Party Cannon den ihm gewidmeten Song I Believe in Dani Filth und dazu ein Musikvideo, in dem eine animierte Version von ihm, in Fighting-Game-Stil und an Street Fighter angelehnten Musikvideo, gegen verschiedene Gegner kämpft.

## Diskografie

### Mit Cradle of Filth
- siehe Cradle of Filth#Diskografie

### Gastbeiträge
- 2000: Christian Death: Gesang bei Zodiac (He is still Out There...) auf dem Album Born Again Anti Christian
- 2000: Christian Death: Peek a Boo auf dem Album Born Again Anti Christian
- 2000: Obsidian: On the Path of Others We Feed
- 2005: Roadrunner United (Lirf: Dawn of a Golden Age)
- 2007: Daemonia: (She's) The Mother of Tears (Mater Lacrimarum) (Filmmusik zu The Mother of Tears)
- 2012: Sarah Jezebel Deva: Gesang bei This Is My Curse auf der Malediction-EP
- 2014: Motionless in White: Gesang bei Puppets III (The Grand Finale) auf dem Album Reincarnate
- 2014: Schoolcraft: Gesang bei Fading Star, auf der Single Fading Star
- 2015: Simone Simons feat. D. Filth: Gesang bei The Creator and the Destroyer (auf dem Album der Rock Opera Karmaflow)
- 2016: Eastern Front: Crimson Mourn auf dem Album Empire
- 2018: Bring Me the Horizon: Wonderful Life auf dem Album amo
- 2019: Tank: Shellshock auf dem Album Re-Ignation
- 2019: The 69 Eyes: Two Horns Up feat. Calico Cooper auf dem Album West End
- 2019: The 69 Eyes: The House on the Left auf dem Album West End

## Filmografie
- 2001: Cradle of Fear
- 2003: Dominator